# Fleischmann

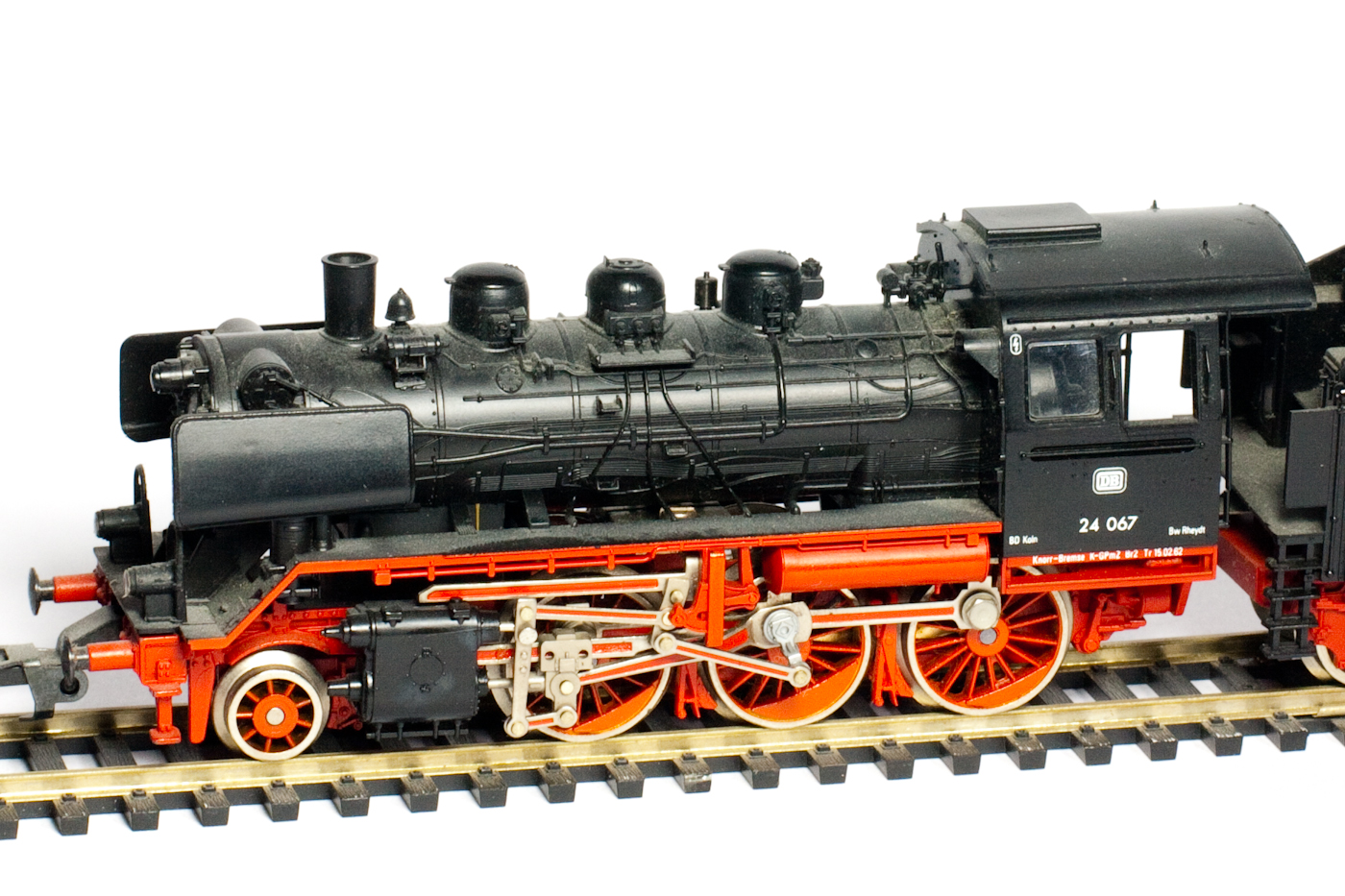
Una locomotiva Fleischmann

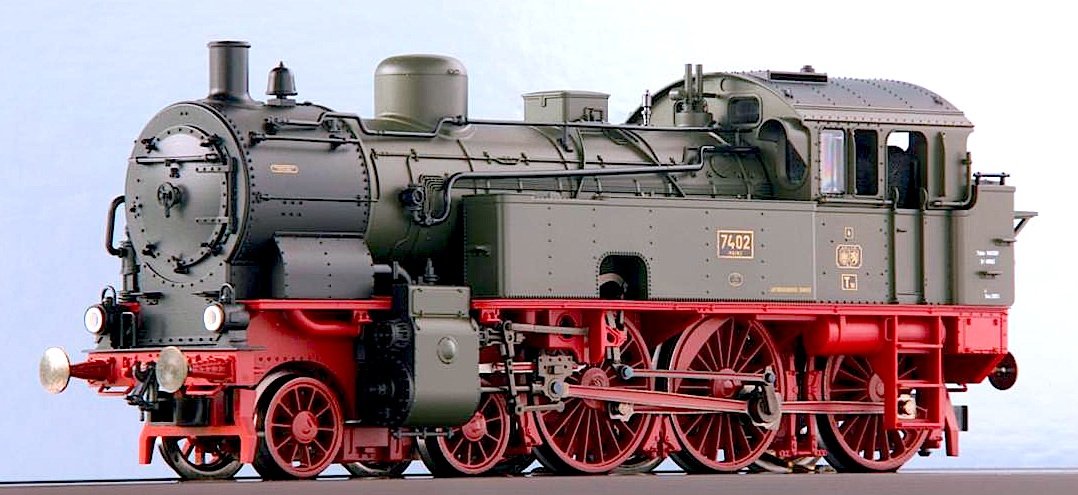
Locomotiva Prussiana T 10

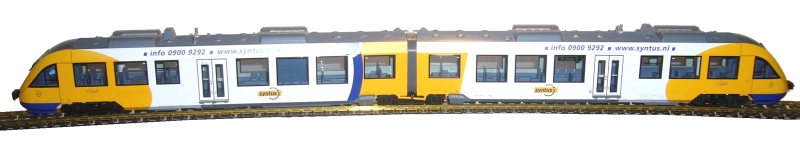
Modello di Alstom Coradia LINT

Fleischmann è una fabbrica tedesca produttrice di modelli ferroviari in scala.

## Storia
La Fleischmann fu fondata a Norimberga da Jean Fleischmann, nel 1887, allo scopo di produrre giocattoli. 
La prima produzione modellistica ferroviaria, in scala 0, ebbe inizio nel 1938 ma venne presto interrotta anche in seguito agli eventi bellici.
Nel 1952, al Nuremberg Toy Fair, Fleischmann presentò la sua prima linea di prodotti in scala H0, a corrente continua e presa di corrente dalle due rotaie, mentre la linea di produzione "Piccolo" in scala N ebbe iniziò nel 1969.
Fleischmann divenne una delle aziende di modellismo ferroviario più importanti della Germania contendendosi il mercato nazionale con la Märklin. La scelta di produrre principalmente modelli di treni dell'Europa centrale limitò la sua notorietà principalmente a tale area geografica. La maggior parte della produzione Fleischmann in H0 è sempre stata a corrente continua ma sono state prodotte anche versioni di rotabili a terza rotaia centrale Märklin-compatibili.
Nel febbraio del 2008 Fleischmann venne acquisita dalla Modelleisenbahn GmbH che già possedeva la Roco. Modelleisenbahn mantenne attivi ambedue i marchi.
Nell'agosto del 2017 Modelleisenbahn GmbH ha messo in vendita ambedue i marchi.